# أرشيبالد كوري (سياسي)
أرشيبالد كوري هو سياسي كندي، ولد في 1854، وتوفي في 16 مايو 1930 في كندا. انتخب عضو برلمان مقاطعة أونتاريو.